# Тумлингтар (аэропорт)
Аэропорт Тумлингтар (англ. Tumlingtar Airport), (ИАТА: TMI, ИКАО: VNTR), также известный как аэропорт Тумлинг-Тар, — непальский аэропорт, обслуживающий коммерческие авиаперевозки одноимённого города.

## Общие сведения
Аэропорт расположен на высоте 518 метров над уровнем моря и эксплуатирует одну взлётно-посадочную полосу размерами 1219х30 метров с асфальтовым покрытием.